# Malaga bor

A Málaga és Sierra de Málaga borvidék

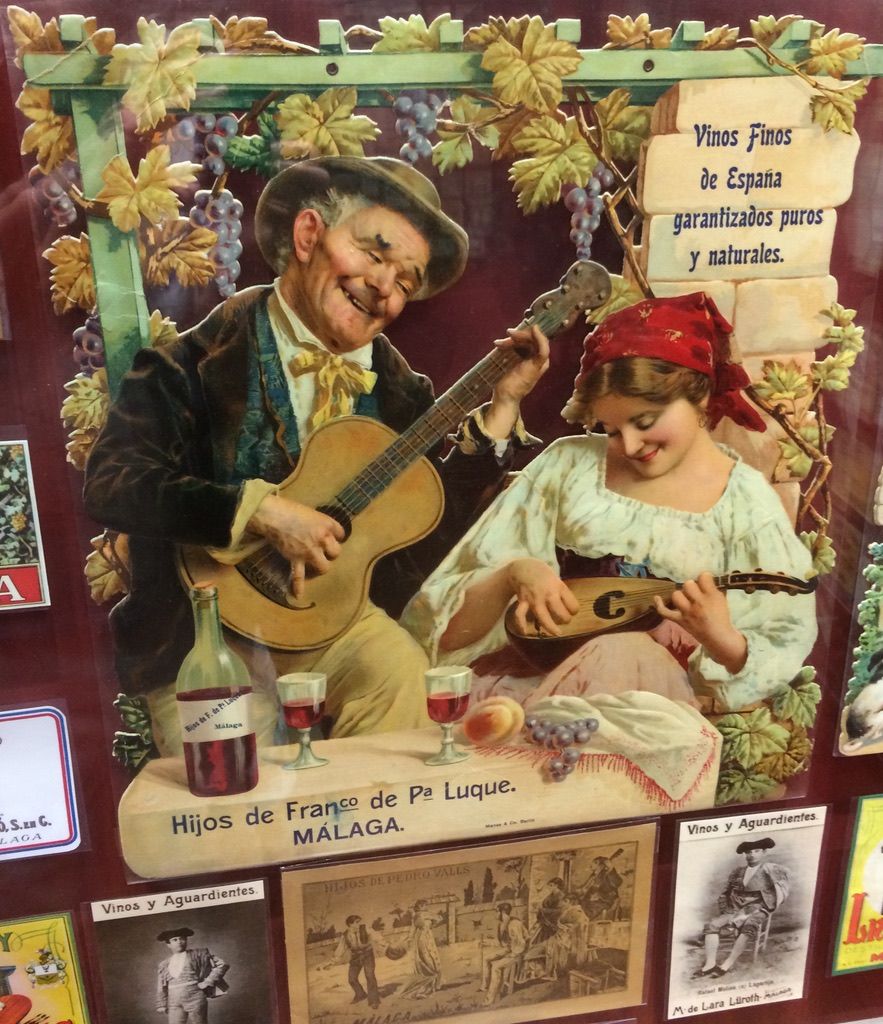
A Bormúzeum egyik plakátja Málagában

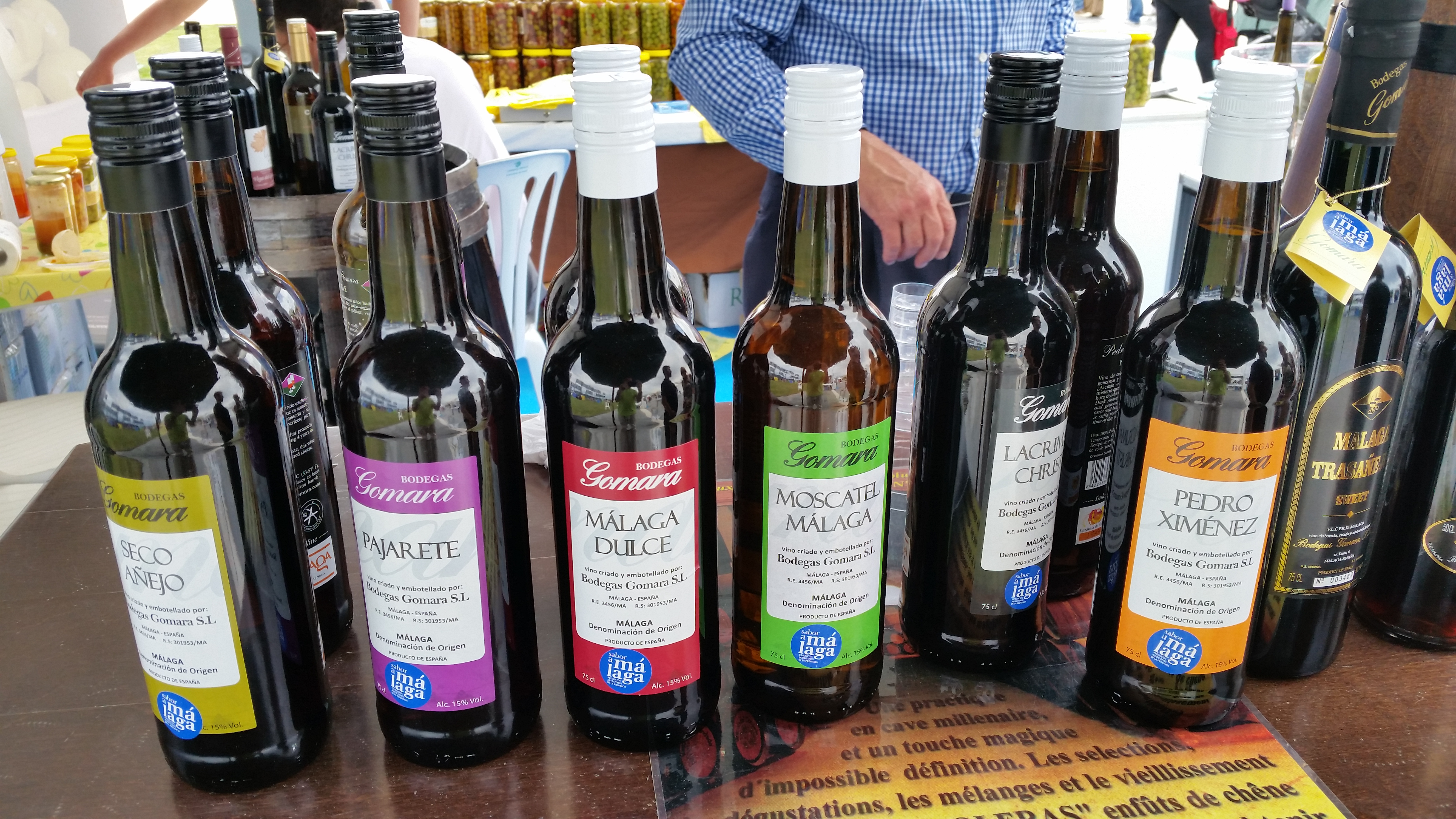
DO eredetvédett malaga borok

A malaga bor az andalúz borrégió Málaga és Sierra de Málaga borvidékén termelt, hagyományosan a sherryvel egyenrangúnak tekintett, világhírű borok összefoglaló neve.↑ Révai:  A félezer éves tradícióra visszatekintő malaga borok hírneve az elmúlt évtizedekben kicsit megkopott.
A borvidék központja a több mint félmillió lakosú Málaga város.

## Története
Az ibériai borok több mint háromezer éves múltra tekintenek vissza. A szőlőt a föníciai kereskedők kezdtek ültetni a félsziget délnyugati partjain és a környező hegyek lejtőin. A kereszténység terjedésével az egyház egyre nagyobb szerepet kapott a termelés fejlesztésében. Ebben az időben a spanyol borok a legkeresettebb árucikkek közé tartoztak az egész mediterrán vidéken. A mór megszállás alatt a szőlőtermesztés fejlődése lelassult, de nem szűnt meg. A katolikus királyság visszaállítása után a szőlő- és bortermelés új lendületet kapott.
A malaga bor az 1500-as évek első felében, Európában az elsők között vált védetté. Szerte a kontinensen mindenütt szívesen fogyasztották. Modern eredetvédelme (DO) is közel 100 éves (1933-ban adták ki).
A 19. század közepén a szőlőskerteket pusztító filoxérajárvány, majd az 1936–1939-es spanyol polgárháború miatt a bortermelés hanyatlásnak indult; a II. világháború után az egész kontinensen stagnált a bortermelés és -kereskedelem.
Az 1950-es években a növekvő mennyiséggel és a javuló minőséggel újraéledt az export. A helyi borvédő egyesületek hivatalos elismerést kaptak, elkezdődött az ágazat szabályozása. Azóta a kiválóan szervezett és jól működő származás- és eredetvédelmi rendszerben a szőlő- és bortermelés folyamatosan fejlődik.
Malagában 2001-ig csak édes és nagy alkoholtartalmú borokat készítettek. Ezt vagy avinálással érték el, vagy hosszasan aszalták a szőlőt a napon. A természetes édes borok alkoholfoka 13% körüli, cukortartalmuk elérheti a 300 g/l-t. Az erősített borok alkoholfoka 15–22%; fő fajtájuk a Pedro Ximénez (PX) és a muskotály (főleg az alexandriai muskotály. Egyes borászatok megőrizték a hagyományokat és továbbra is csak erősített borokat („vinos generosos”) készítenek. Mások a fajtából kihozzák a frissességet, az illatokat, hogy delikát, citrusos desszertborokat készítenek. Utóbbiaknak hozták létre 2001-ben a borvidéken az eredeti Málaga DO-val területileg azonos, de lazábban szabályozott Sierras de Málaga DO alkörzetét az erősítetlen, de eredetvédett fehér-, rosé- és vörösborok előállítása érdekében.

## A borvidék körzetei
A borvidéket négy alkörzetre:
- Manilva,
- Norte,
- Montes de Malaga,
- Axarquia és

egy al-appellációra (Serrania de Ronda) bontják, ezek éghajlata és talaja is különböző.
A legdinamikusabban Serrania de Ronda fejlődik; ennek székhelye turistalátványosságként is híres. Itt vannak a legmagasabban telepített ültetvények.

## Szőlőfajták
- Pedro Ximénez (PX);
- muskotály (Moscatel). különösen:
  - alexandriai muskotály;
- mantua,
- rome,[5]

## Borok
A Sierras de Málaga DO boroknál is alkalmazzák a többi spanyol borvidéken használatos érlelési típusjelöléseket:
- Joven: fiatal bor, érlelési elvárás nélkül — általában a szüret utáni évben palackozzák és dobják piacra. Előtte érlelhetik rövid ideig hordóban, de ez nem kötelező.
- Crianza: a vörösbor legalább 24 hónapig és ebből legalább 6 hónapot kis tölgyfahordóban érlelt; a fehérborok és rozék legalább egyévesek.
- Reserva: a vörösbor legalább 36 hónapig érlelt; ebből legalább 12 hónapot kis tölgyfahordóban, a többit palackban. A fehérborokat és a rozékat legalább két évig érlelik, amiből legalább fél évet hordóban. Általában a jobb évjáratokból készül.
- Gran Reserva: csak kiváló évjáratokból készíthető. A vörösbor legalább 60 hónapig érlelt, amiből legalább 24 hónapot hordóban és legalább 36 hónapot palackban kell töltenie. A fehér- és rozéborokat legalább négy évig kell érlelni, ezen belül ebből legalább fél évig hordóban.[6]

### Borkészítés
A malaga borok sokféle zamatja és alkoholfoka egyrészt a fürtök túlérlelésének, másrészt a borjavító eljárásoknak köszönhető. Ezek egyik típuséban az alapborhoz aszúszőlőből, víz és 17% alkohol hozzáadásával készített vino maestrót vagy vino tiernót adnak. A sötét színű változatokhoz még aropét és colort is kevernek. Ezek a színezőanyagok úgy készülnek, hogy a malaga mustot befőzik térfogatának egyharmadára. Az arope keserűm sötét és szörp sűrűségű folyadék.
Másik lehetőségként a bor szesztartalmát avinálással emelik 18–22 térf. %, cukortartalmát 16–20% közé; ehhez felhasználnak még 15–16% mustot (musztellát) és valamennyi aszalt szőlőből származó mustot (tierno, kb. 8 térf. % alkohollal), aropét és annak továbbfőzésével előállított festőmustot (karamellt) is. Az így összeállított bort fajtájától függően min. 3–5 évig föld felett álló borházakban érlelik.
A malaga bor fiatalon sötétsárga és likőrszerű, később bebarnul. Igen szeszes és zamatos, íze a főtt ürmösboréhoz hasonlít.
A régi nevezéktanban megkülönböztették
- a malaga seccót, ami nem édes, nagyon erős, a száraz madeira borhoz hasonló ital és
- a malaga dulcét (malaga sect), ami édes fehér bor.[2]

A malaga borok 2001 óta két megnevezéssel kerülnek forgalomba:
- Az édes D.O. Málaga kizárólag a Pedro Ximénez és a muskotály (Moscatel) fajtákból készül természetes eljárással vagy erősítve. E két szőlőt a termőterület 65%-án művelik.
- A D.O. Sierras de Málaga előállításához nyolc szőlőfajtát termesztenek, fele-fele arányban fehéret és kéket, köztük több őshonost és néhány világfajtát is.[4]